# 상성초등학교
상성초등학교는 대한민국 충청남도 공주시 계룡면 상성리 77-1에 있었던 초등학교이다.

## 학교 연혁
- 1967년 9월 1일 경천국민학교 상성분교장 설치
- 1968년 3월 1일 상성국민학교 승격 분리
- 1996년 3월 1일 상성초등학교로 개칭
- 1999년 3월 1일 경천초등학교에 통폐합